# Peer Gynt (Grieg)
De Peer Gynt is een kamersymfonisch muziekstuk (orkestwerk) speciaal geschreven bij het toneelstuk Peer Gynt van Henrik Ibsen door de Noorse componist Edward Grieg in 1875 (Op. 23). De première van het stuk (samen met muziek van Edward Grieg) vond plaats op 24 februari 1876 in Kristiania (nu de stad Oslo).
De muziek op zichzelf wordt veelal uitgevoerd in de suite-versie.

## Delen
Suite voor orkest nr. 1, op. 46, Peer Gynt
- deel I - Morgenstemning - Allegretto pastorale
- deel II - Åses død - Andante doloroso
- deel III - Anitras dans – Tempo di Mazurka
- deel IV - I Dovregubbens hall – Alla marcia e molto marcato

Suite voor orkest nr. 2, op. 55, Peer Gynt
- deel I - Ingrids klage – Allegro furioso-Andante doloroso
- deel II - Arabisk dans – Allegro vivace
- deel III - Peer Gynts hjemfart – Allegro agitato
- deel IV - Solveigs sang – Andante-Allegretto tranquillamente